# Светски поштански савез
Светски поштански савез (СПС) (фр. Union postale universelle, енгл. Universal Postal Union, UPU) је међународна организација која координише поштанске политике и правила између земаља чланица а тиме и светски поштански систем. Свака чланица прихвата исте услове за спровођење међународних поштанских дужности. Она је била прва универзална светска организација и као таква представља најстарији облик мултилатералне сарадње у свету. Светски поштански савез је цео свет повезао у једну целину и створио јединствену територију за узајамну размену писмоносних пошиљки.
Организација и функционисање Светског поштанског савеза заснива се на актима донетим усаглашеном вољом свих земаља чланица.
Принцип јединства поштанске територије за размену писмоносних пошиљки, поред јединства писмоносних такса и слободе транзита, представља основицу на којој почива делатност Светског поштанског савеза.

## Општи принципи светског поштанског савеза
У циљу што бржег развоја и унапређивања међународног поштанског саобраћаја, Светски поштански савез је усвојио и одређене принципе:
- принцип јединства поштанске територије;
- принцип слободе поштанског транзита;
- принцип јединства писмоносних такса.

## Историјат
Зачетак настанка светске поштанске организације започиње Сер Роланд Хил (Sir Rowland Hill ) својом реформом поштанског система 1840, када је Енглеској увео систем плаћања услуге унапред (до тада се сматрало да трошкове услге треба да сноси прималац пошиљке а не пошиљалац ), такође он уводи јединствен тарифни систем по којем је цена у домаћем саобраћају зависила само од тежине писма, без обзира на раздаљину. Сер Роланд Хил је такође заслужан и за увођење прве поштанске марке. На овај начин поштански систем је постао доступан свим слојевима друштва. 
1863. године министар пошта САД Генерал Монтгомери Блер (General Montgomery Blair ) сазива конференцију у Паризу где се окупља 15 делегата из толико европских и америчких држава где усвајају низ узајамних договора, којим се унапређује међународни поштански саобраћај, али неуспевају да се усагласе о оснивању међународне организације.
Хенрих фон Стефан (Heinrich von Stephan ), виши поштански службеник Северно Немачке конфедерације залаже се за креирање међународне организације и на сопстевеном залагању успева да убеди швајцарску Владу да у Берну 15. септембра 1874. организује конференцију где учешће узимају делегати из 22 земље. На тој конференцији 9. октобра настаје Светски поштански савез. Први назив ове организације је био General Postal Union, али већ на следећем заседању скупштине 1878. организација мења назив и добија име које дан данас носи Universal Postal Union скраћено UPU.
Године 1948, организација се придружује организацији УН.

## Акта светског поштанског савеза
Правни прописи Светског поштанског савеза носе општи назив - Акти Светског поштанског савеза и подељени су у две категорије прописа и то: на обавезне и факултативне.

### Обавезни акти Савеза
- Устав Светског поштанског савсза,
- Општи правилник Светског поштанског савеза,
- Светска поштанска конвенција са Правилником за извршење.

### Факултативна акта
- Аранжман о писмима са означеном вредношћу, са Правилником за извршење. (Овај аранжман је донет на конгресу у Паризу 1878. године, а да би његова примена постала обавезна, он је укинут као самостални акт и његове основне одредбе је Осамнаести конгрес у Рио де Жанеиру 1979. године унео у Светску поштанску конвенцију. )
- Аранжман о поштанским пакетима, са Правилником за извршење.
- Аранжман о поштанским упутницама и поштанским путничким боновима.
- Аранжман о поштанској чековној служби, са Правилником за изврешење.
- Аранжман о откупним пошиљкама, са Правилником за извршење.
- Аранжман о хартијама од вредности, са Правилником за извршење.
- Аранжман о међународној штедној служби, са Правилником о извршењу.

## Устав светског поштанског савеза
Основни акт Савеза је Устав који садржи основна правила Савеза.
Устав Светског поштанског савеза обезбеђује унапређивање веза међу народима, добро функционисање поштанског саобраћаја и доприноси развијању међународне сарадње у области културе, економике и друштва. Устав Светског поштанског савеза донет је на 15. конгресу у Бечу од стране овлашћених представника земаља Светског поштанског савеза.

## Светска поштанска конвенција и правилник за њено извршење
Светска поштанска конвенција и Правилник за извршење садрже заједничка правила која се примењују на међународну поштанску службу као и одредбе које се односе на писмоносну службу. Ова акта су обавезна за све земље чланице.
Општи правилник Светског поштанског савеза садржи одредбе које обезбеђују примену Устава и функционисање Савеза. oh је обавезан за све земље чланице.
Аранжмани Савеза и њихопи правилници за извршење регулишу остале службе, осим писмоносне, и то између земаља чланица које су уговорнице тих инструмената. Они су обавезни само за те земље. Правилник за извршење конвенције и аранжмана који садрже мере за њихову примену, доносе поштанске управе заинтресованих земаља чланица.
Уколико се догоди да једна земља не ратификује Устав или не одобри остала акта, они ће ипак важити за остале земље које су их ратификовале.

## Састав, структура и органи светског поштанског савеза

### Конгрес светског поштанског савеза
Конгрес је највиши орган Светског поштанског савеза, а сачињавају га овлашћени представници влада земаља чланица. Редовно се одржава сваке пете године. Он је и законодавни орган, јер доноси измене и допуне свих аката Светског поштанског савеза.
Конгрес је, у исто време, и политички орган, јер усмерава рад Светског поштанског савеза до наредног конгреса. У том циљу одређује задатке органима Савеза (Извршном савету, Саветодавном већу за поштанске студије и генералном директору), утврђује годишње лимите издатака до наредног конгреса и бира чланове Извршног савета, Саветодавног већа за поштанске студије, генералног директора и његовог заменика.

### Извршни савет
Најзначајнији орган после Конгреса је Извршни савет (The Council of Administration). Ha Бечком конгресу 1964. године промењен је назив Комисије за извршење и везу у Извршни савет. Извршни савет броји 41 чланова и у њему су пропорционално заступљене све земље чланице свих пет географских региона. Чланове Извршног савета бира Конгрес на основу правилне географске припадности земаља чланица.

### Саветодавно веће за поштанске студије
Савет за поштанску експлоатацију (The Postal Operations Council)студије састоји се од 40 чланова које бира Конгрес. Мандат Савета траје колико и време између два конгреса. Савет доноси и свој правилник.
Чланови Савет за поштанску експлоатацију активно учествују у његовом раду. Земље чланице које нису у Савету могу, на свој захтев, да сарађују у предузетим студијама.
Савет за поштанску експлоатацију формулише за Конгрес, ако је to потребно, предлоге који непосредно проистичу из његове делатности. Ове предлоге подноси сам Савет по споразуму са Извршним саветом, уколико је реч о питањима из његове надлежности.

### Међународни биро Светског поштанског савеза
Светски поштански савез има своју централну поштанску службу која се налази у седишту Савеза, а чији је назив Међународни поштански биро. Међународни поштански биро ради под надзором Швајцарске поштанске управе.
Међународни биро саставља и уредно води списак земаља чланица Савеза, водећи у њему и разреде доприноса сваке од њих. Биро такође саставља и води списак анражмана земаља чланица уговорница тих аранжмана. Међународним бироом руководи генерални директор. Међународни биро припрема рад Конгреса, административних конференција и специјалних комисија. Биро се стара о штампању и распо-дели докумената која доставља управама земаља чланица.
Међународни биро обавља послове за потребе Извршног савета, Саветодавног већа за поштанске студије и поштанских управа ради прибављања потребних обавештења која се односе на поштанску службу.
Задаци Бироа су да: прикупља, обједињује и доставља сва обавештења која су од интереса за међународну поштанску службу; даје на захтев управа у спору мишљења о спорним питањима; поступа по захтевима за тумачење и измену аката Савеза и приступа пословима редакционог или документарног карактера које му додељује Савез или којима би се бавио у интересу Савеза.